# Cherubino Alberti

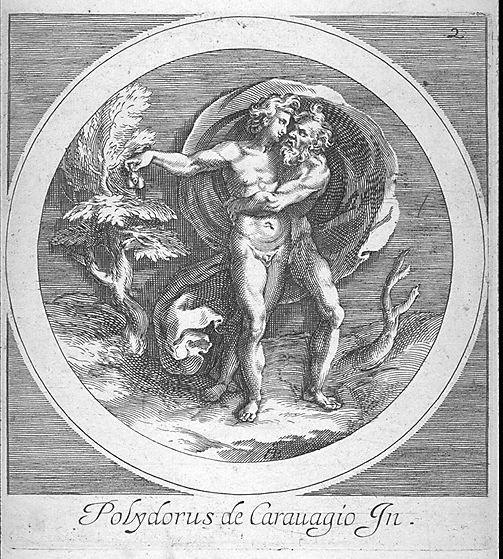
Júpiter abrazando a Ganimedes, grabado de Cherubino Alberti según Polidoro da Caravaggio.

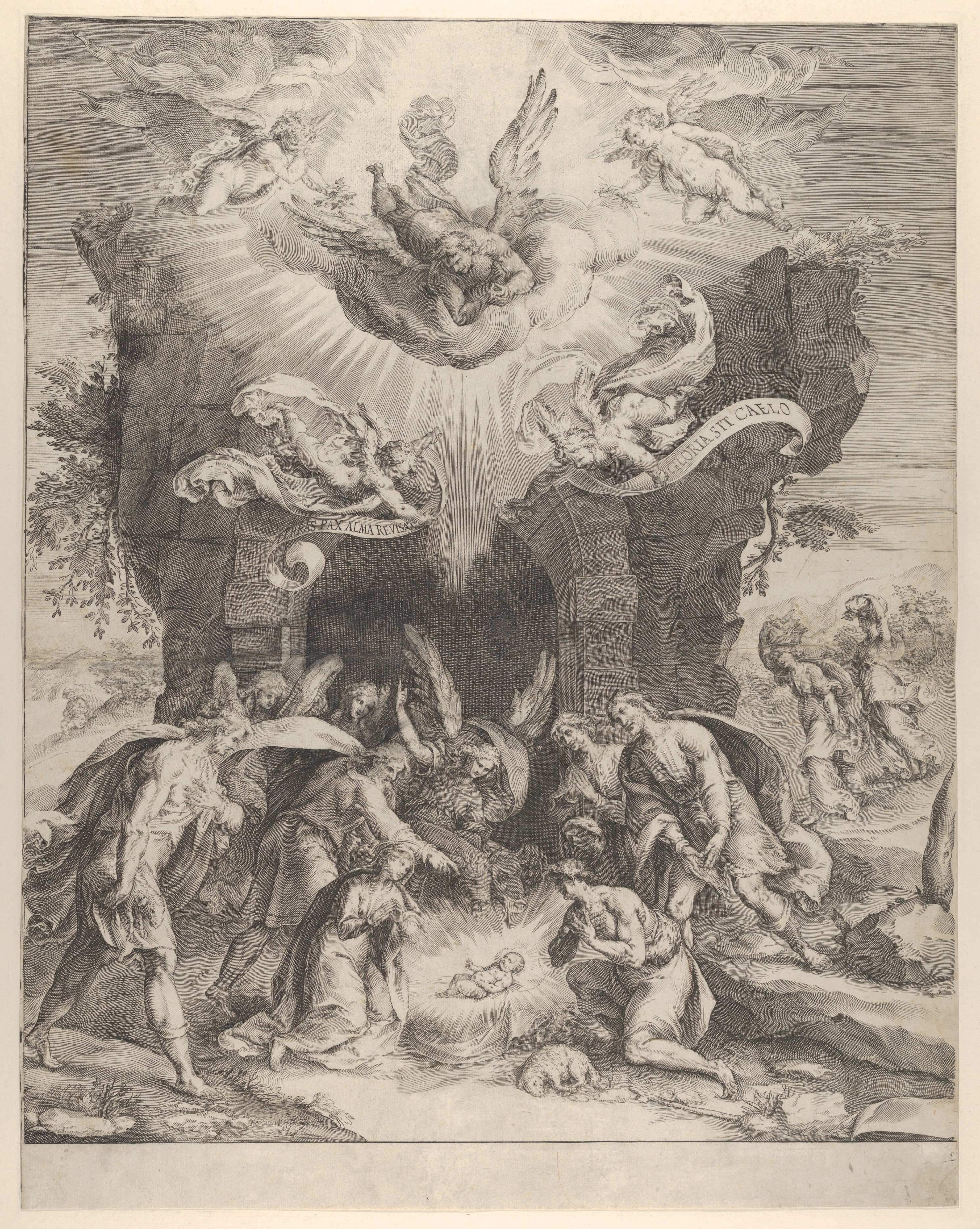
La adoración de los pastores según Polidoro da Caravaggio

Cherubino Alberti (Borgo San Sepolcro, 24 de febrero de 1553–Roma, 18 de octubre de 1615), también llamado Borghegiano, fue un grabador y pintor italiano.

## Biografía
Alberti nació en Borgo San Sepolcro, Toscana (de donde tomó su apodo), en el seno de una familia de artistas, como segundo hijo del escultor Alberto Alberti. 
Estudió en Roma con el grabador holandés Cornelis Cort, dedicándose inicialmente a trasladar a la estampa composiciones de otros artistas, influido por las obras de Rafael y la pintura manierista. Entre 1571 y 1575 realizó grabados a partir de obras de los hermanos Taddeo y Federico Zuccaro, ampliando el campo de su atención en los siguientes diez años  a las obras de Rafael, Miguel Ángel, Polidoro da Caravaggio, Andrea del Sarto, Rosso Fiorentino, Marco Pino, Pellegrino Tibaldi y Cristofano Gherardi, además de reproducir en sus  grabados algunas de las estatuas clásicas localizadas en los palacios de Roma.
Como pintor al fresco su obra más famosa fue la decoración de la Sala Clementina en el Palacio Apostólico del Vaticano, que terminó con su hermano Giovanni. En el momento de su muerte en Roma Alberti era director de la Academia de San Lucas.

## Obras
A Alberti se le atribuyen más de 180 grabados, casi todos ellos a partir de invenciones ajenas, abarcando obras de género religioso, con composiciones como La Asunción y La Coronación de la Virgen según Federico Zuccaro; la Adoración de los pastores, La conversión de San Pablo y la Flagelación de Taddeo Zuccaro; La adoración de los Magos, La Transfiguración, Oración en el huerto y Lapidación de san Esteban, a partir de las obras de Rosso Fiorentino, la Piedad y la Crucifixión según Miguel Ángel o la Presentación en el templo de Rafael; y motivos mitológicos, como Las Gracias y Venus dejando a Ceres y Juno, según Rafael, o Júpiter y Ganimedes a partir de un composición de Polidoro da Caravaggio.